# Макгрегор, Грегор
Грегор Макгрегор (англ. Gregor MacGregor, 24 декабря 1786 — 4 декабря 1845) — шотландский военнослужащий, путешественник и мошенник из клана Макгрегор.

## Биография
Родился в 1786 году в родовом поместье на северном берегу озера Лох-Катрин. В 16-летнем возрасте записался в Британскую армию, где его семья купила ему чин энсина в 57-м пехотном полку. Уже в феврале 1804 года он был произведён в лейтенанты, в том же году женился на адмиральской дочери Марии Бовотер. В 1805—1809 годах 57-й пехотный полк размещался в Гибралтаре, в 1809 году был переброшен в Португалию и в составе войск Веллингтона участвовал в Пиренейских войнах. В 1810 году Макгрегор официально оставил службу в Британской армии, получив обратно заплаченные им за чины энсина и капитана деньги, и вернулся в Великобританию.
По возвращении Макгррегор с женой сначала жили в Эдинбурге, а затем перебрались в Лондон, где он стал выдавать себя за наследника клана. В декабре 1811 года жена скончалась, лишив Макгрегора основного источника дохода и поддержки влиятельной семьи Бовотер. Он не желал возвращаться в фамильные земли, а немедленная женитьба на какой-нибудь новой наследнице вызвала бы публичный скандал и протест со стороны Бовотеров. В это время в Лондоне находился Франсиско де Миранда, искавший поддержки в борьбе южноамериканских колоний за независимость от Испании. Продав небольшие владения в Шотландии, доставшиеся ему по наследству, Грегор Макгрегор в начале 1812 года отправился в Южную Америку. Пробыв некоторое время на Ямайке, в апреле 1812 года он прибыл в Венесуэлу.
Макгрегор оказался в Каракасе вскоре после того, как город был разрушен землетрясением. Там он предложил свои услуги Миранде, и как бывший офицер прославленного (уже после увольнения Макгрегора) в войне британского полка получил чин полковника и командование над кавалерийским батальоном. В первой же стычке кавалеристы Макгрегора рассеяли войска роялистов в районе Маракая. 10 июня 1812 года Макгрегор женился в Маракае на Хосефе Антонии Андрее Аристегете-и-Ловере — кузине Симона Боливара. В конце месяца он был произведён в бригадные генералы, однако к тому времени дела у революционеров шли уже плохо, и после капитуляции основных повстанческих сил Макгрегор с женой эвакуировались на нидерландский Кюрасао.
Заскучав на Кюрасао, Макгрегор решил предложить свои услуги Антонио Нариньо. Отправив жену на Ямайку, сам он прибыл на базу Нариньо в Тунху, и получил под командование 1200 человек в секторе Сокорро возле границы с Венесуэлой. После того, как основные силы Нариньо были разгромлены роялистами, Макгрегор отбыл в Картахену, которая всё ещё оставалась в руках повстанцев. Он принял активное участие в обороне города, а когда тот был в итоге взят королевскими испанскими войсками — был одним из командиров отряда канонерок, прорвавшего испанскую блокаду и ушедшего на Ямайку.
На Ямайке Макгрегор был встречен британцами как герой. После наступления 1816 года он с женой отправился в Санто-Доминго, где Боливар набирал новую армию. Боливар дал Макгрегору чин бригадного генерала, и включил в состав сил, которые 30 апреля отплыли из Ле-Ке и высадились в Карупано. Первоначально им сопутствовал успех, но потом роялисты вновь перешли в наступление, и Макгрегору пришлось осуществить многодневный переход до Барселоны с преследующими его испанскими армиями. Из Барселоны Макгрегор в октябре 1816 года отбыл с женой на остров Маргарита.
На Маргарите Макгрегор предложил свои услуги генералу Арисменди, который предложил ему захватить какой-нибудь из портов Испанской Флориды. Макгрегору идея понравилась, и после неудачной попытки набрать людей на Гаити он отправился с женой в США в поисках денег и добровольцев.
29 июня 1817 года Макгрегор во главе группы из 80 человек высадился на острове Амилия. Испанский гарнизон из 51 человека в форте Сан-Карлос капитулировал без единого выстрела. Макгрегор поднял над островом белый флаг с зелёным крестом, и провозгласил независимую республику Флорида, однако население острова не откликнулось на его призывы. Испанцы собрали войска на материке напротив острова, и 4 сентября Макгрегор с женой покинул остров, оставив командовать вместо себя Джареда Ирвина. Две недели спустя прибыл в Нассау, где 9 ноября у семейной пары родился первый сын. Там он узнал, что латиноамериканские революционеры создают в Лондоне Британские легионы, и Макгрегоры отправились через океан, прибыв в Дублин 21 сентября 1818 года.
18 ноября 1818 года Макгрегор отправился в Южную Америку с набранными в Великобритании и Ирландии наёмниками — 50 офицерами и 500 солдатами. В феврале 1819 года они прибыли в Ле-Ке. Так как Макгрегор не смог заплатить обещанные 80 серебряных долларов каждому, войска были на грани бунта. 10 марта войска были отправлены на остров Сан-Андрес, куда 4 апреля прибыл и Мак-Грегор, отвозивший жену и сына на Ямайку. 9 апреля войска высадились на побережье Панамского перешейка, и 10 апреля без боя взяли Портобело. Так как Макгрегор опять не заплатил солдатам, то они взбунтовались вновь, и низкая дисциплина привела к тому, что когда 30 апреля к городу подошли испанские войска — их никто не обнаружил, пока они не ворвались на городские улицы. Макгрегор смог бежать в море на одном из кораблей, бросив войска на берегу (в итоге они были вынуждены сдаться испанцам).
Летом в Ле-Ке прибыли новые наёмники из Великобритании и Ирландии, однако отсутствие денег, снабжения и деятельности вынудили большинство из них вернуться обратно. 29 сентября 1819 года силы Макгрегора попытались атаковать Риоачу, но нападение было отбито пушечным огнём из гавани. 4 октября находившийся под его командованием подполковник Норкотт ночью высадился на берег и захватил Риоачу атакой с суши, однако Макгрегор, опасаясь, что вывешенный над городом флаг может быть ловушкой, ещё долгое время отказывался сойти с корабля. Вокруг города стали концентрироваться испанские войска, и 11 октября Макгрегор вновь бежал в море как раз в тот момент, когда испанцы атаковали остававшиеся на суше войска.
Добравшись до Ле-Ке, Макгрегор узнал, что на Ямайке его обвиняют в пиратстве (и он не может воссоединиться с семьёй), а Боливар объявил его предателем и приказал повесить, как только его нога ступит на южноамериканское побережье. Нет никаких свидетельств о том, где он впоследствии провёл некоторое время.
20 апреля 1820 года Макгрегор объявился на Москитовом берегу на побережье Гондурасского залива. 29 апреля местный индейский вождь («король» мискито Джордж Фредерик, или Георг Фридрих Август I) подписал документ, дарующий Макгрегору и его наследникам 8 миллионов акров (32 375 км²) земли в обмен на ром и украшения. Макгрегор назвал эти земли «Пояис» (так как местные индейцы называли себя «Пайя» или «Пойер»), и в 1821 году вновь появился в Лондоне, именуя себя «касиком Пояиса». Так как в Лондоне в основном знали о ранних приключениях Макгрегора, а не о его недавних провалах, а в последние годы в Южной Америке постоянно появлялись новые государства с собственными системами управления, то никто не видел ничего странного в том, что заслуженный генерал стал высокопоставленным лицом в какой-то новой земле в Латинской Америке. Чета Макгрегоров получала многочисленные приглашения на мероприятия высшего света. Сам Макгрегор утверждал, что прибыл на коронацию короля Георга IV в качестве представителя Пойеров, и что заинтересован в инвесторах и иммигрантах для Пояиса. Эти предложения были встречены с большим интересом, и к концу 1821 года в Лондоне, Эдинбурге и Глазго уже были открыты представительства этого виртуального «государства Пояис», продававшие земельные сертификаты, а в нескольких местах Англии были приобретены владения для королевской семьи Пояис. В середине 1822 года была издана 355-страничная книга «Описание Москитового берега, включая территорию Пояис». На Лондонской фондовой бирже были размещены сертификаты Пояиского государственного займа.
В ноябре 1822 года к Москитовому берегу прибыло первое судно с переселенцами в Пояис. Разбив лагерь на берегу, поселенцы разослали многочисленные поисковые отряды, но так и не обнаружили никаких «властей Пояиса»; местные индейцы также не смогли им помочь в этом вопросе. Колонисты не могли поверить, что их настолько обманули, и решили оставаться на месте в надежде, что так властям Пояиса будет легче их обнаружить. В марте 1823 года прибыло второе судно с переселенцами, оказавшимися в такой же ситуации. Наконец, в мае 1823 года колонистов (многие из которых были больны, а часть уже умерла) обнаружило судно из Британского Гондураса, на котором плыл городской голова Белиза Беннет. Беннет проинформировал поселенцев, что никогда не слышал ни о «Пояисе», ни о «касике Пояиса», и посоветовал им вернуться в Британский Гондурас, а оттуда — в Британию. Наконец, через неделю удалось найти индейского вождя, который сказал, что право на землю для Макгрегора давно отозвано, что Макгрегору никогда не давали титул «касика», что тот не имел права продавать землю или брать под неё залог, и что вообще данные поселенцы в настоящее время находятся на индейской территории нелегально.
В итоге измученные болезнями поселенцы были доставлены в Белиз, где многих из них пришлось выносить с судна на руках. Погода в Британском Гондурасе была ещё хуже, чем на Москитовом берегу, а медицинские условия — плохими, и многие из поселенцев умерли уже там. К тому времени, как известия о происходящем достигли Лондона, Макгрегор успел отправить через океан ещё пять судов с эмигрантами, перехватывать которые пришлось кораблям Королевского флота.
Незадолго до того, как первые из неудачливых переселенцев в Пояис вернулись в Лондон, Макгрегор успел выехать с женой в Париж. Там он продолжил свои махинации с Пояисом, предложив даже в ноябре 1823 года в письме испанскому королю Фердинанду VII установить над Пояисом испанский протекторат. Четыре месяца спустя он предложил возглавить испанскую экспедицию по восстановлению испанской власти над Гватемалой, используя Пояис в качестве базы.
В августе 1825 года Макгрегор опубликовал в Париже конституцию Пояиса — теперь он описывал эту страну как республику с собой во главе. Тем временем французские власти насторожились, когда к ним начали обращаться эмигранты за паспортами для выезда в Пояис. Макгрегору удавалось некоторое время скрываться в провинции, но 7 декабря 1825 года он был арестован и препровождён в тюрьму. Макгрегор пытался заявлять, что обладает дипломатическим иммунитетом, но французские власти не стали обращать внимания на эти заявления. После долгого следствия сообщники Макгрегора получили различные наказания, но сам он был признан невиновным по всем пунктам обвинений.
Макгрегор быстро перевёз семью в Лондон, где фурор, вызванный возвращением переселенцев в Пояис, уже утих. Вскоре после прибытия он был арестован, но четыре недели спустя отпущен без предъявления обвинения. После этого он начал новую махинацию по упрощённой схеме, именуя себя «касиком Республики Пояис». Однако вскоре у него появились конкуренты, и ему пришлось соперничать с другими «представителями Пояиса».
В 1834 году Макгрегор вернулся в Эдинбург. 4 мая 1838 года скончалась его жена, и он практически сразу уехал в Венесуэлу. Поселившись в Каракасе, он подал документы на венесуэльское гражданство и восстановление своего чина в венесуэльской армии с выплатой положенного жалования и пенсии. Министр обороны Рафаэль Урданета, участвовавший с Макгрегором в экспедиции 1816 года, попросил Сенат рассмотреть эти документы в позитивном ключе, и в марте 1839 года президент Паэс одобрил запрос. Макгрегор получил венесуэльское гражданство и чин генерала венесуэльской армии с пенсией, составляющей одну треть от жалования. Он поселился в столице страны и стал уважаемым членом общества, а после своей смерти был похоронен в Кафедральном соборе Каракаса.